# Rosa de Vries-van Os
Roosje (Rosa) de Vries-van Os (Den Haag, 12 april 1824 – Rome, 30 maart 1889) was een Nederlands coloratuur-sopraan. Ze staat bekend als de eerste Nederlandse zangeres met een internationale carrière.
Roosje van Os was een dochter van Naatje Abrahams [Cohen] en koopman Manasse van Os. Zijzelf trouwde rond 1850 in Parijs met tenor David de Vries. Vijf kinderen stonden op het podium:
- zoon Marcel Devries (1849-1923) en diens zoon David Devries (ook weer).
- dochter Jeanne Devries (overleden 1924)
- dochter Fides Devries (1850-1941)
- zoon Maurice Devries (1852-1914)
- zoon Herman Devries (overleden 1949)

Haar loopbaan begon (als Mej. Van Os) als (koor)zangeres bij diverse Joodse instellingen en de Franse Opera in Den Haag. Ze zou daarbij een opleiding hebben genoten aan de Muziekschool in haar geboortestad. Haar naam duikt voor het eerst in de pers op als zij meezingt bij de inwijding van het Israëlitisch oude mannen- en vrouwenhuis in Den Haag. Muzikaal leider op 26 augustus 1841 was Anton Berlijn.
Ze viel daarbij zo op dat ze onder bescherming van koning Willem II der Nederlanden aan het Conservatorium van Parijs onder Marco Bordogni mocht gaan studeren. In 1846 weer terug in Nederland en sloot zich aan bij de Franse Opera in Den Haag; er volgden ook optredens in Rotterdam en Den Haag. Na een breuk met rechtszaak in Den Haag, trok ze naar Frankrijk. Daarop volgden aanstellingen in Lyon, Toulouse en Parijs (Grote Opera), terwijl de rechtszaak in 1846 nog doorliep. Aldaar kreeg ze te maken met de februarirevolutie (1848) en vertrok daar. Er volgde in de jaren vijftig een verblijf in de Verenigde Staten met successen in New Orleans, New York (Max Maretzek Italian Opera Company) en Saint Louis. In 1853 startte ze samen met Luigi Arditi het "Arditi-De Vries Opera Company in Mobile" op, dat voorstellingen gaf in de grote Amerikaanse steden.
Ze keerde in 1856 terug naar Europa waarbij ze optrad in de grote steden zoals Londen (Royal Italian Opera in Crystal Palace), Valencia, Turijn (Teatro Reggio), Milaan (Teatro alla Scala), Barcelona (Schouwburg de Santa Cruz). In 1859 vestigde ze zich weer in Nederland en sloot zich aan bij de Italiaanse Opera in Amsterdam. Ze speelde in de Stadsschouwburg aldaar, maar ook in Rotterdam en Den Haag.
In 1860 zong ze in Rotterdam tijdens een concert waarbij ook Clara Schumann speelde. Niet veel later zong ze op de 43e verjaardag van koning Willem III der Nederlanden. In het seizoen 1860-1861 zong ze in Berlijn. Via de Italiaanse Opera in Amsterdam vertrok ze najaar 1861 naar Italië met opnieuw succes, nu in Napels en Milaan. Daarop volgden in 1863 optredens in Frankfurt am Main en Lissabon. In 1864 was ze weer terug in Nederland en er volgden optredens in Den Haag, maar ook in het net geopende Paleis voor Volksvlijt in Amsterdam. In die stad zong ze ook haar afscheidsconcert, in Het Park (Wertheimpark) 25 maart 1865.
Echter na 10 jaar stond ze weer op de podia. Opnieuw was Het Park de plaats van handeling. Samen met zoon Maurits gaf ze op 3 april 1875 opnieuw een afscheidsconcert. Vanuit liefdadigheid volgde nog een optreden op 10 februari 1880 in de Koninklijke Schouwburg, er werd geld ingezameld voor de slachtoffers van de watersnoodramp. Daarna verdween ze uit beeld.
Ze overleed in Rome bij haar zoon Maurits, toen verbonden aan de Opera van Rome. Ze werd begraven in Parijs.